# Astronomia (singolo)
Astronomia è un singolo del musicista e produttore discografico russo Tony Igy, pubblicato il 13 marzo 2010.

## Video musicale
Il video è stato inizialmente caricato su YouTube il 21 dicembre 2015, per poi essere ripubblicato sulla stessa piattaforma il 9 febbraio 2018. In esso si vede una persona travestita da extraterrestre che, dopo aver rapito un ragazzo, balla sulle note del brano davanti a lui.

## Remix
Il 9 luglio 2014 il duo di producer e DJ olandesi Vicetone ha pubblicato su YouTube una versione remix del brano, poi distribuito sulle piattaforme di streaming nel settembre 2016.

## Successo commerciale
Nel febbraio 2020 il remix dei Vicetone ha iniziato a ricevere popolarità grazie al meme Dancing Pallbearers, diffusosi su TikTok: esso consiste in una clip dove nella prima parte vengono mostrate persone che subiscono incidenti e in seguito dei portatori di bare del Ghana che ballano durante una cerimonia funebre, secondo una tradizione locale. Grazie a questa notorietà il brano ha fatto il suo ingresso in alcune classifiche nazionali, come in Germania e in Italia.
La diffusione del meme e del brano, avvenuta durante la pandemia di COVID-19, ha sollevato alcune polemiche in merito a ciò, in quanto i video dei portatori di bare sono stati definiti "del tutto inadeguati" durante un'emergenza sanitaria a causa della quale molte persone sono decedute.

## Classifiche
| Classifica (2020)     | Posizione massima |
| --------------------- | ----------------- |
| Belgio (Vallonia)     | 75                |
| Francia               | 112               |
| Germania              | 74                |
| Italia                | 46                |
| Repubblica Ceca       | 87                |
| Repubblica Dominicana | 19                |
| Slovacchia            | 69                |
| Spagna                | 61                |
| Svezia                | 91                |
| Svizzera              | 36                |

## Altri utilizzi
La melodia del brano è stata campionata nel 2011 da Iggy Azalea per il suo brano My World. Anche Azealia Banks ha usato un sample della canzone per il brano Used to Being Alone.